# Stazione di Avise
Stazione di Avise vasútállomás Olaszországban, Valle d’Aosta régióban, Avise településen.

## Vasútvonalak
Az állomást az alábbi vasútvonalak érintik:
- Aosta–Pré-Saint-Didier-vasútvonal

## Kapcsolódó állomások
A vasútállomáshoz az alábbi állomások vannak a legközelebb: 
- Stazione di Derby
- Stazione di Arvier